# Co z nami będzie
Co z nami będzie – drugi singel Sylwii Grzeszczak i Libera promujący ich album Ona i On (2008).

## Pozycje na listach przebojów
| Notowanie (2008)            | Najwyższa pozycja |
| --------------------------- | ----------------- |
| Poplista                    | 1                 |
| Szczecińska Lista Przebojów | 3                 |
| Wietrzne Radio              | 7                 |

## Nagrody i nominacje
| Rok  | Konkurs            | Kategoria                                   | Wynik     |
| ---- | ------------------ | ------------------------------------------- | --------- |
| 2009 | Mikrofony Popcornu | Polska - przebój roku (z Liberem)           | Wygrana   |
| 2009 | Superjedynki       | Przebój roku (z Liberem)                    | Nominacja |
| 2010 | VIVA Comet 2010    | Charts Award („Co z nami będzie” z Liberem) | Nominacja |

## Lista utworów
1. „Co z nami będzie” (w albumie Ona i On) – 3:14
2. „Co z nami będzie” (wersja alternative; w albumie Duety) – 2:47

## W literaturze
Singiel został wspomniany w powieści Małgorzaty Musierowicz McDusia.